# Чемпионат России по вольной борьбе 2000
Чемпионат России по вольной борьбе 2000 года проходил 22—24 января в Санкт-Петербурге.

## Медалисты
| Категория | Золото                          | Серебро                            | Бронза                           |
| --------- | ------------------------------- | ---------------------------------- | -------------------------------- |
| До 54 кг  | Леонид Чучунов Новосибирск      | Максим Молонов Бурятия             | Жаргал Дондупов Бурятия          |
| До 58 кг  | Мурад Рамазанов Санкт-Петербург | Зелимхан Гусейнов Дагестан         | Мирон Дзадзаев Северная Осетия   |
| До 63 кг  | Мурад Умаханов Дагестан         | Зелимхан Ахмадов Северная Осетия   | Сослан Томаев Северная Осетия    |
| До 69 кг  | Исхак Бозиев Кабардино-Балкария | Велихан Алахвердиев Дагестан       | Заур Казбеков Санкт-Петербург    |
| До 76 кг  | Бувайсар Сайтиев Красноярск     | Шамиль Алиев Дагестан              | Азнаур Аджиев Карачаево-Черкесия |
| До 85 кг  | Адам Сайтиев Красноярск         | Сажид Сажидов Дагестан             | Вадим Лалиев Северная Осетия     |
| До 97 кг  | Сагид Муртазалиев Дагестан      | Курамагомед Курамагомедов Дагестан | Артур Таймазов Северная Осетия   |
| До 130 кг | Давид Мусульбес Северная Осетия | Олег Хорпяков Воронеж              | Артур Ашижев Кабардино-Балкария  |